# Rokicie (województwo zachodniopomorskie)
Rokicie – osada w Polsce położona w województwie zachodniopomorskim, w powiecie stargardzkim, w gminie Stara Dąbrowa, położona 3,5 km na północny wschód od Starej Dąbrowy (siedziby gminy) i 15 km na północny wschód od Stargardu (siedziby powiatu).
W latach 1975–1998 miejscowość położona była w województwie szczecińskim.